# Sergio García (kulturysta)
Sergio Garcia (ur. 10 października 1969) – hiszpański kulturysta.
W sporcie kulturystycznym aktywnie obecny od stycznia 1988 roku, do dziś jest jednym z najlepszych i najbardziej doświadczonych kulturystów z Hiszpanii.

## Osiągi kulturystyczne (wybór)
- 2006:
  - Mistrzostwa Kraju – federacja IFBB, kategoria „open” – I m-ce
- 2005:
  - Mistrzostwa Kraju – fed. NABBA, kat. „open” – I m-ce
  - Mistrzostwa Świata – fed. NABBA – IV m-ce
- 2004:
  - Mr. Universe – fed. NABBA – III m-ce
  - Mistrzostwa Kraju – fed. NABBA – I m-ce
- 2002:
  - Mr. Universe – fed. NABBA – II m-ce
- 2001:
  - Mistrzostwa Kraju – fed. IFBB, kat. „open” – I m-ce
  - Mistrzostwa Świata – fed. NABBA – III m-ce
- 1999:
  - Krajowe rozgrywki Night of the Champions – fed. IFBB – I m-ce
- 1995:
  - Mistrzostwa Kraju – fed. IFBB, kat. „open” – I m-ce